# Viola pedatifida
Viola pedatifida G.Don – gatunek roślin z rodziny fiołkowatych (Violaceae). Występuje naturalnie w Kanadzie (w prowincjach Alberta, Manitoba, Ontario i Saskatchewan) oraz Stanach Zjednoczonych (w Arizonie, Arkansas, Kolorado, Illinois, Indianie, Iowa, Kansas, Michigan, Minnesocie, Missouri, Montanie, Nebrasce, Nowym Meksyku, Dakocie Północnej, Ohio, Oklahomie, Dakocie Południowej, Wirginii, Wisconsin i Wyoming). Jest gatunkiem najmniejszej troski, choć lokalnie jest krytycznie zagrożony. 

## Morfologia
PokrójBylina dorastająca do 5–30 cm wysokości, tworzy kłącza.
LiścieBlaszka liściowa jest pierzasto-dzielna, złożona z 5–9 klapek o lancetowatym, łyżeczkowatym lub równowąskim kształcie. Mierzy 1–7 cm długości oraz 2–8 cm szerokości, jest całobrzega, ma ściętą nasadę i ostry lub tępy wierzchołek. Ogonek liściowy jest owłosiony i ma 3–16 cm długości. Przylistki są równowąsko lancetowate.
KwiatyPojedyncze, wyrastające z kątów pędów, nie mają wyczuwalnego zapachu. Mają zielone działki kielicha o owalnym lub lancetowatym kształcie i dorastające do 8 mm długości. Płatki mają niebieskofioletową lub jasnoniebieskofioletową barwę, dwa górne płatki są mniej więcej zaokrąglone, ale czasami są nieco podługowate, dwa płatki boczne są biało owłosione w gardle kwiatu, dolny płatek jest odwrotnie jajowaty, mierzy 10-25 mm długości, posiada obłą ostrogę o długości 2-3 mm, u jego podstawy znajduje się biała plama z cienkimi fioletowymi żyłkami.
OwoceTorebki mierzące 10-15 mm długości, o elipsoidalnym kształcie.

## Biologia i ekologia
Rośnie w zaroślach, na łąkach, skarpach i terenach skalistych. Występuje na wysokości od 500 do 1000 m n.p.m. Kwitnie zwykle od połowy do późnej wiosny, ale w sprzyjających warunkach może również kwitnąć jesienią. Sporadyczne pożary są prawdopodobnie korzystnym zjawiskiem, ponieważ usuwają one większość zarośli i martwych szczątków, które mogą zadusić te małe rośliny. 